# 1981 na ciência

## Eventos
- 24 de fevereiro : Síntese do Bóhrio (Bh), elemento químico de número atômico 170 em Darmstadt, Alemanha
- 16 de março : Gerd Binnig e Heinrich Rohrer inventam o microscópio de corrente de tunelamento.
- 12 de abril - O Vaivém Espacial norte-americano Columbia  faz seu 1º voo.
- 24 de maio - descoberta de Larissa, um satélite de Netuno, por Harold J. Reitsema, William B. Hubbard, Larry A. Lebofsky e David J. Tholen.
- 3 de julho - A frente da Academia Pontifícia das Ciências, João Paulo II forma uma comissão de estudo da controvérsia Ptolemeo-copernicana com o objetivo de rever o caso de Galileu Galilei.
- 12 de agosto - lançado o IBM 5150, primeiro computador portátil.
- 25 de agosto - a sonda americana Voyager 2 se aproxima de Saturno no seu ponto máximo, e envia as imagens do planeta e de seus satélites.
- dezembro - Nos Estados Unidos a Síndrome da imunodeficiência adquirida (SIDA) foi reconhecida pela primeira vez pelo Centers for Disease Control and Prevention.[1]
- Dr Bruce Reitz faz o primeiro transplante de coração-pulmão em Mary Gohlke em Stanford Hospital.
- Primeiro bebê de proveta dos Estados Unidos.
- Xerox Corporation produz o computador portátil Star com Mouse e janelas.
- Fundação do Instituto Plantarum por Harri Lorenzi.

## Publicações
- Uma estimativa do número de revistas científicas e técnicas editadas neste ano, resultou em 11.500 publicações.[2]
- Luigi Luca Cavalli-Sforza e M. Feldman - Cultural Transmission and Evolution. Princeton University Press, Princeton.
- François Jacob - Le Jeu des possibles, essai sur la diversité du vivant, éditions Fayard
- Konrad Lorenz -  The Foundations of Ethology ; Les Fondements de l'éthologie, Flammarion, Paris (1984)
- Konrad Lorenz - L'Homme dans le fleuve du vivant, Flammarion, Paris

## Mortes
| Data           | Nome                   | Profissão                        | Nacionalidade                              | Observações | Ref                                                                          |
| -------------- | ---------------------- | -------------------------------- | ------------------------------------------ | --- | ---------------------------------------------------------------------------- |
| 5 de janeiro   | Harold Clayton Urey    | químico                          | Estados Unidos                             | n. 1893 Nobel de Química 1934 Prémio Willard Gibbs 1934 Medalha Davy 1940 Medalha Franklin 1943 Guthrie Lecture 1957 Medalha J. Lawrence Smith 1962 Prêmio Remsen 1963 Medalha Nacional de Ciências 1964 Medalha de Ouro da Royal Astronomical Society 1966 Medalha Leonard 1969 Prêmio Linus Pauling 1970 Medalha Priestley 1973 Prémio V. M. Goldschmidt 1975 | [ 3 ] [ 4 ] [ 5 ] [ 6 ] [ 7 ] [ 8 ] [ 9 ] [ 10 ] [ 11 ] [ 12 ] [ 13 ] [ 14 ] |
| 25 de janeiro  | Nathan M. Newmark      | engenheiro civil                 | Estados Unidos                             | n. 1910 Medalha Theodore von Karman 1962 Medalha Nacional de Ciências 1968 Medalha John Fritz 1979 Medalha de Ouro do IStructE 1979 | [ 15 ] [ 16 ] [ 17 ] [ 18 ]                                                  |
| 9 de março     | Max Delbrück           | biólogo                          | Império Alemão                             | n. 1906 Nobel de Fisiologia ou Medicina 1969 | [ 19 ]                                                                       |
| 11 de março    | Odd Hassel             | químico                          | Noruega                                    | n. 1897 Nobel da Química 1969 | [ 4 ]                                                                        |
| 26 de março    | Cyril Dean Darlington  | biólogo, geneticista e eugenista | Reino Unido da Grã-Bretanha e Irlanda      | n. 1903 Medalha Real 1946 | [ 20 ]                                                                       |
| 27 de março    | Jakob Ackeret          | engenheiro aeronáutico           | Suíça                                      | n. 1898 Medalha Timoshenko 1969 | [ 21 ]                                                                       |
| 4 de abril     | Carl Ludwig Siegel     | matemático                       | Império Alemão                             | n. 1896 |                                                                              |
| 3 de junho     | Carleton S. Coon       | paleoantropólogo                 | Estados Unidos                             | n. 1904 |                                                                              |
| 21 de julho    | Lélio Gama             | matemático e astrónomo           | Brasil                                     | n. 1892 |                                                                              |
| 20 de agosto   | Antônio Branco Lefèvre | neurologista                     | Brasil                                     | n. 1916 |                                                                              |
| 8 de setembro  | Hideki Yukawa          | físico                           | Japão                                      | n. 1905 Nobel da Física 1949 Medalha de Ouro Lomonossov 1963 | [ 22 ] [ 23 ]                                                                |
| 9 de setembro  | Jacques Lacan          | psicanalista                     | Terceira República Francesa                | n. 1901 |                                                                              |
| 11 set         | Gregory Breit          | físico                           | União Soviética (Ucrânia) / Estados Unidos | 1899 Medalha Nacional de Ciências 1967 | [ 16 ]                                                                       |
| 29 de outubro  | Leonard Hawkes         | geólogo                          | Reino Unido da Grã-Bretanha e Irlanda      | n. 1891 Medalha Murchison 1946 Medalha Wollaston 1962 | [ 24 ] [ 25 ]                                                                |
| 5 de novembro  | Stanisław Mazur        | matemático                       | Polónia                                    | n. 1905 |                                                                              |
| 15 de novembro | Walter Heitler         | físico                           | Império Alemão                             | n. 1904 Medalha Max Planck 1968 | [ 26 ]                                                                       |
| 22 de novembro | Hans Adolf Krebs       | médico e bioquímico              | Império Alemão                             | n. 1900 Nobel de Fisiologia ou Medicina 1953 Medalha Copley 1961 Medalha Real 1954 | [ 19 ] [ 27 ] [ 20 ]                                                         |

## Prémios

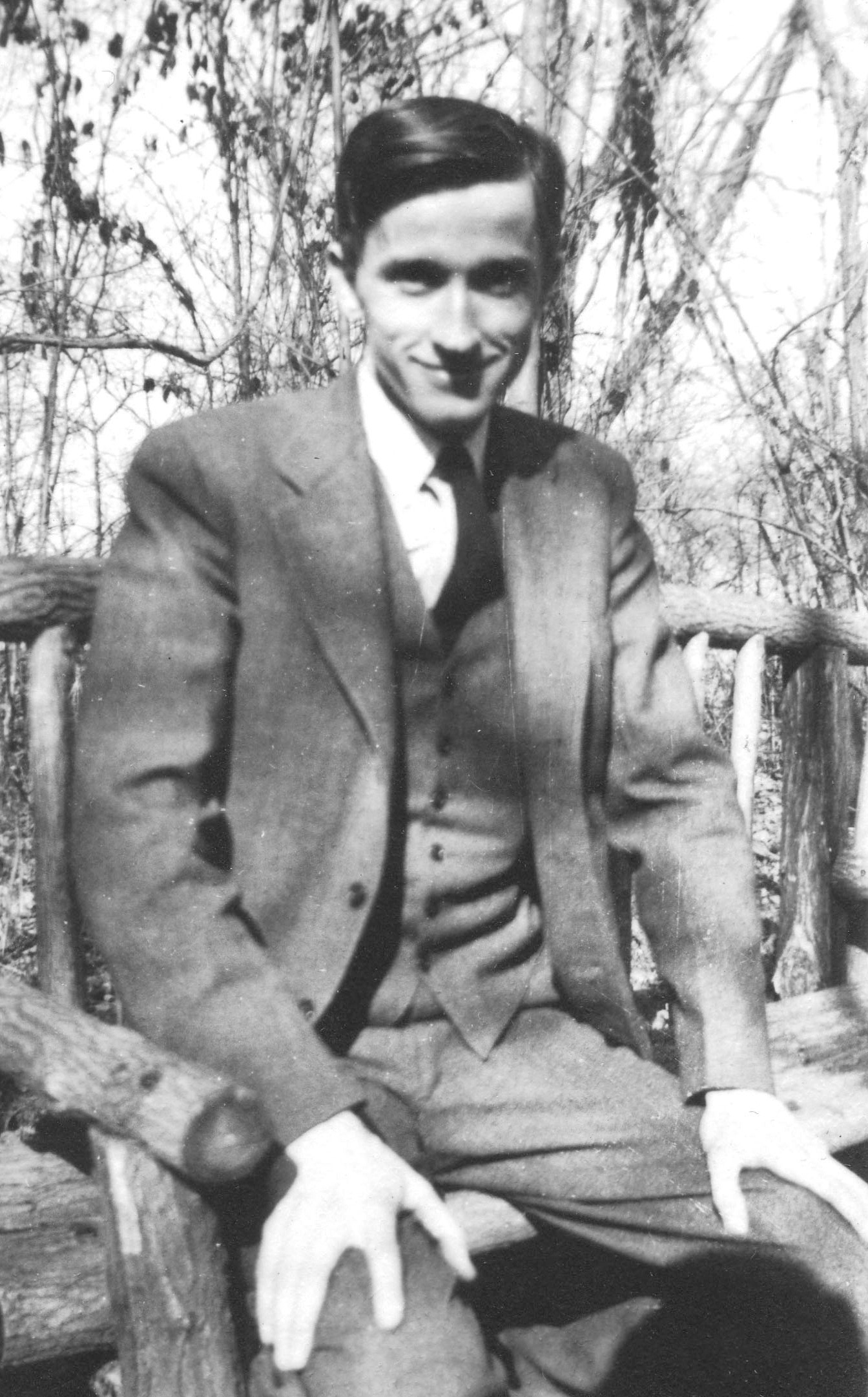
Max Delbrück
(1906 - 1981)

Medalha Alexander Graham Bell IEEE
- David Slepian

Medalha Arthur L. Day
- Donald L. Turcotte

Medalha Bigsby
- Alan Gilbert Smith

Medalha Bingham
- J. L. White

Medalha Bruce
- Riccardo Giacconi

Medalha Copley
- Peter Mitchell

Medalha Davy
- Ralph Alexander Raphael

Medalha Edison IEEE
- C. Chapin Cutler

Medalha Elliott Cresson
- Marion King Hubbert

Medalha Franklin
- Stephen Hawking

Medalha Frederic Ives
- Georg H. Hass

Medalha Guy de ouro
- D.G. Kendall

Medalha Guy de prata
- John Kingman

Medalha de Honra IEEE
- Sidney Darlington

Medalha Howard N. Potts
- A. Uno Lamm

Medalha Hughes
- Peter Higgs, Thomas Walter e Bannerman Kibble

Medalha Karl Schwarzschild
- Bohdan Paczynski

Medalha Leeuwenhoek
- Roger Yate Stanier

Medalha Lobachevsky
- Sergei Novikov

Medalha Lyell
- William Stuart McKerrow

Medalha Max Planck
- Kurt Symanzik

Medalha Memorial Rutherford
- John C. Hardy (física) e Diethard K. Böhme (química)

Medalha Murchison
- George Malcolm Brown

Medalha Nacional de Ciências
- Philip Handler

Medalha Nadai
- S. Stanford Manson

Medalha Nathan M. Newmark
- Egor Popov

Medalha Oersted
- Robert Karplus

Medalha de Ouro CNRS
- Jean-Marie Lehn e Roland Martin

Medalha de Ouro Lomonossov
- Vladimir Kotelnikov e Pavle Savich

Medalha de Ouro da Royal Astronomical Society
- J. F. Gilbert e Bernard Lovell

Medalha Penrose
- John Rodgers

Medalha Perkin
- Ralph Landau

Medalha Priestley
- Herbert Charles Brown

Medalha Real
- Ralph Riley, Marthe Louise Vogt e Geoffrey Wilkinson

Medalha Theodore von Karman
- Chia-Shun Yih

Medalha Timoshenko
- John Argyris

Medalha Wilhelm Exner
- Anton Pischinger, Josef Schurz e Adriaan van Wijngaarden

Medalha William Bowie
- Herbert Friedman

Medalha Wollaston
- Robert Minard Garrels

Medalha e Prémio Chree
- Keith Anthony Browning

Medalha e Prémio Gabor
- Bruce Arthur Joyce

Medalha e Prêmio Young
- Nicholas John Phillips

Prémio Anel Werner von Siemens
- Hans Scherenberg

Prêmio Balzan
- Dan McKenzie, Drummond Hoyle Matthews, Frederick Vine, Josef Pieper e Paul Reuter

Prémio de Ciências Económicas em Memória de Alfred Nobel
- James Tobin

Prêmio Dannie Heineman de Astrofísica
- Riccardo Giacconi

Prêmio Dannie Heineman de Física Matemática
- Jeffrey Goldstone

Prêmio Dickson de Medicina
- Philip Leder

Prêmio Dinâmica dos Fluidos
- Philip S. Klebanoff

Prêmio Enrico Fermi
- W. Bennett Lewis

Prêmio Ernest Orlando Lawrence
- Martin Blume, Yuan Tseh Lee, Fred R. Mynatt, Paul B. Selby e Lowell L. Wood

Prêmio Irving Langmuir
- Willis H. Flygare

Prêmio José Reis de Divulgação Científica (1980/1981)
- Oswaldo Frota-Pessoa

Prêmio Kalinga para a Popularização da Ciência
- David Attenborough e Dennis Flanagan

Prêmio Leroy P. Steele
- Eberhard Hopf, Oscar Zariski, Nelson Dunford e Jacob Theodore Schwartz

Prémio Lippincott
- Simone de Beauvoir

Prêmio Max Born
- Cyril Domb

Prémio Nobel
- Física[22] - Nicolaas Bloembergen, Arthur Schawlow e Kai Siegbahn.
- Química[4] - Kenichi Fukui e Roald Hoffmann.
- Medicina[19] - Roger W. Sperry, David H. Hubel e Torsten N. Wiesel.
- Economia[74] - James Tobin.

Prêmio Oliver E. Buckley de Matéria Condensada
- David Morris Lee, Robert Coleman Richardson e Douglas Dean Osheroff

Prêmio Otto Laporte
- H. W. Emmons

Prêmio Poncelet
- Philippe G. Ciarlet.[77]

Prêmio para Revisão Científica NAS
- John Chipman

Prêmio Teoria John von Neumann
- Lloyd Shapley

Prêmio Tom W. Bonner de Física Nuclear
- Bernard L. Cohen

Prémio Turing
- Edgar Frank Codd

Prêmio Vannevar Bush
- Charles M. Vest

Prêmio Wolf
- Prêmio Wolf de Agronomia:[83] John O. Almquist, Henry A. Lardy, Glenn W. Salisbury
- Prêmio Wolf de Química:[84] Joseph Chatt
- Prêmio Wolf de Matemática:[85] Lars Valerian Ahlfors e Oscar Zariski
- Prêmio Wolf de Medicina:[86]
  - Barbara McClintock: entendimento da função e comportamento da estrutura de cromossomos, e pela identificação e descrição dos elementos genéticos móveis.
  - Stanley N. Cohen: pela contribuição na engenharia genética, pela construção de um plasmídeo híbrido biologicamente funcional, e pela implantação de um gene estrangeiro na E. coli pelo método de DNA recombinant
- Prêmio Wolf de Física:[87] Freeman J. Dyson, Gerard ´T Hooft, Victor J. Weisskopf, pela contribuição na física teórica principalmente no desenvolvimento e aplicação da teoria quântica de campos

Troféu Collier
- NASA, Rockwell International, Martin Marietta, Thiokol